# 多伯夫拉康帕涅
多伯夫拉康帕涅（法語：Daubeuf-la-Campagne，法語發音：[dobœf la kɑ̃paɲ]）是法国厄尔省的一个市镇，位于该省北部，属于埃夫勒区。

## 地理
多伯夫拉康帕涅（49°11'34"N, 1°1'46"E）面积6.34 平方千米，位于法国诺曼底大区厄尔省，该省份为法国北部内陆省份，北起滨海塞纳省，西接奧恩省和卡爾瓦多斯省，南至厄尔-卢瓦省，东临瓦兹省、瓦兹河谷省和伊夫林省。
与多伯夫拉康帕涅接壤的市镇（或旧市镇、城区）包括：克里克伯夫-拉康帕涅、埃克托、芒德维尔、沃农。

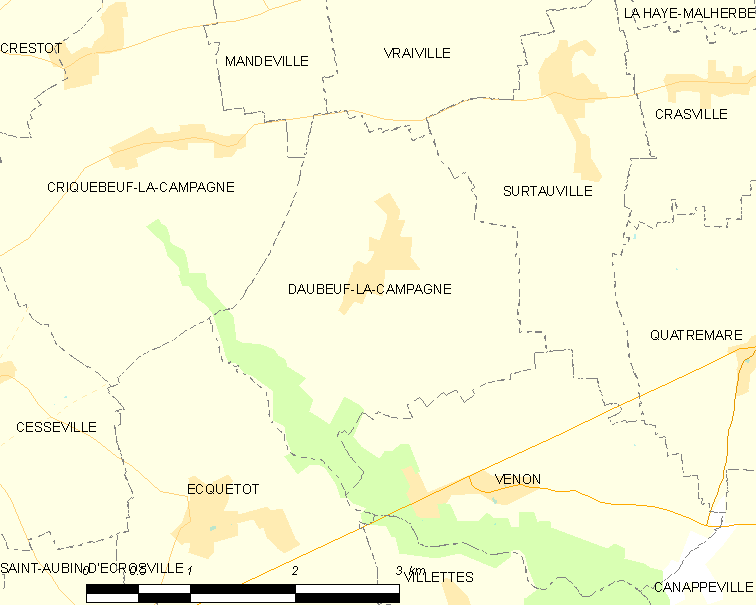
多伯夫拉康帕涅的OSM定位图

多伯夫拉康帕涅的时区为UTC+01:00、UTC+02:00（夏令时）。

## 行政
多伯夫拉康帕涅的邮政编码为27110，INSEE市镇编码为27201。

## 政治
多伯夫拉康帕涅所属的省级选区为勒讷堡县。

## 人口

1962-2008年间多伯夫拉康帕涅人口变化图示

多伯夫拉康帕涅于2022年1月1日时的人口数量为245人。